# Euclid (telescópio espacial)
Euclid (cujo nome se refere a Euclides de Alexandria, o "Pai da Geometria") é uma missão espacial da Agência Espacial Europeia (ESA) lançada em 2023, cujo objetivo é compreender a energia escura e a matéria escura através da medição precisa da aceleração da expansão do universo. Para os físicos e astrofísicos trata-se de um verdadeiro enigma que pode potencialmente revolucionar a física teórica fundamental, pois tem implicações na existência de uma interação nova na natureza, ou uma modificação da teoria da gravitação atual que se baseia na Relatividade Geral de Einstein. Estando a exploração da natureza profunda da energia escura já fora do campo de atuação da missão Planck, Euclid é uma missão cosmológica que a complementa, estando na continuidade de Planck e das grandes missões espaciais da cosmologia contemporânea.
Euclid é uma missão de classe média ("classe M") e faz parte da campanha Cosmic Vision do Programa de Ciência da ESA. Esta classe de missões tem um limite de orçamento da agência em cerca de 500 milhões de euros. Euclid foi escolhido em outubro de 2011 junto com o Solar Orbiter, entre várias missões concorrentes. Antes da invasão da Ucrânia pela Rússia, a missão estava programada para ser lançada a bordo de uma Soyuz ST-B russa em 2023. No entanto, o lançamento foi transferido para um Falcon 9 Block 5 em 1.º de julho, 2023, onde foi lançado com sucesso.

## Objetivo científico e métodos de detecção
Estima-se que 95% da massa-energia do universo seja composta por dois elementos cuja natureza e propriedades se desconhece: a matéria escura e a energia escura, e atribui-se a elas a aceleração na taxa de expansão do universo. A missão Euclid sonda a história da expansão do universo e da formação de estruturas cosmológicas como as galáxias e agrupamentos de galáxias através da medição do seu desvio para o vermelho, que indica sua distância e velocidade de afastamento. Com esses dados espera-se que seja possível compreender o papel desempenhado pelo componente escuro na atração gravitacional, na aceleração da expansão do universo e nas características da sua evolução desde o Big Bang.
Os métodos utilizados exploram o fenômeno do shear (cisalhamento) gravitacional e avaliam as distâncias das galáxias por espectroscopia. O shear gravitacional é uma consequência da deflexão dos raios luminosos produzida pela presença de matéria que modifica localmente a curvatura do espaço-tempo: a luz emitida pelas galáxias e portanto as imagens observadas, são deformadas pela interação gravitacional de matéria presente entre as galáxias e a Terra. Esta matéria é composta em certa medida por galáxias situadas na trajectória da luz mas é principalmente constituída por matéria escura. Medindo estas deformações podemos localizar a matéria escura, avaliar a sua quantidade e determinar como ela se distribui no universo.
A espectroscopia das galáxias permite medir os desvios espectrais (desvio para o vermelho) das galáxias e consequentemente determinar as distâncias a que se encontram, aplicando a Lei de Hubble. Podemos assim reconstruir a distribuição tridimensional das populações de galáxias no universo.
A partir desses dados é possível analisar simultaneamente as propriedades estatísticas da distribuição da matéria escura e das galáxias, e ainda descrever a sua evolução ao longo do tempo. Estas propriedades e a sua evolução constituem a assinatura observacional da natureza da energia escura. Existem muitos modelos teóricos que tentam explicar a origem da energia escura, todos eles prevendo assinaturas observacionais muito semelhantes. Por essa razão o grande desafio no desenho deste tipo de missões está na precisão e na forma como os erros sistemáticos são minimizados e controlados.

## Marcos históricos
O programa científico da ESA, num webcast de 7 de novembro que revelou as imagens que marcaram o fim da parte de calibração e resolução de problemas da missão e a passagem para as observações científicas.

## Características do telescópio espacial
A ESA escolheu a companhia Thales Alenia Space para construtor do satélite, que é um aparelho com 4,5 metros de comprimento, um diâmetro de 3,1 metros e uma massa de 2,1 toneladas.
O módulo de carga é da responsabilidade da Astrium. É constituído por um telescópio Korsch dotado de um espelho primário de 1,2 metros de diâmetro com um campo de visão de 0,5 graus quadrados. Um instrumento para o visível (VIS) e um instrumento para o infravermelho (NISP) analisam a luz recebida por duas câmeras gigantes para medir as propriedades morfométricas, fotométricas e espectroscópicas das galáxias:
- uma câmera composta de um mosaico de 6x6 CCD, contendo 600 milhões de pixels e operando na banda visível (0,55-0,92 μm) permite a medição da deformação da imagem das galáxias;
- uma câmera composta de um mosaico de 4x4 detectores sensíveis ao infravermelho próximo (1 a 2 µm) contendo 65 milhões de pixels, permite:

1. estimar de forma aproximada o desvio para o vermelho (redshift) e, consequentemente, a distância a que se encontram cerca de um milhar de milhão de galáxias usando a técnica de fotometria multi-cor (redshift fotométrico), e
2. utilizar um espectrómetro que analisa o espectro luminoso do infravermelho próximo (1 a 2 μm) com o objetivo de medir a distância a milhões de galáxias, mas com uma precisão 10 vezes maior do que pela fotometria, e fornece ainda dados que permitem determinar as oscilações acústicas de bárions.

O conjunto inclui painéis solares que fornecem a energia elétrica e um sistema de controle de atitude que mantém a orientação do telescópio com uma precisão de pelo menos 35 milissegundos de arco.  O isolamento térmico é especialmente estudado a fim de obter uma boa estabilidade, visando impedir que o alinhamento óptico seja perturbado.
O sistema de telecomunicações será muito solicitado, pois o volume diário de dados transferidos é de 850 GB: ele utiliza a banda Ka, possibilitando o envio de dados científicos da ordem de 55 MB/s num período de 4 horas por dia, no momento em que a estação de estação de Cebreros  (Espanha), dotada de uma antena parabólica de 35 metros, se encontra ao alcance do telescópio. Euclid deve dispor de uma capacidade de armazenamento a bordo de pelo menos 300 GB.

## Execução da missão e dados Euclid
Inicialmente estava previsto ser lançado por um foguetão Soyuz que partindo da base de Kourou, no entato foi lançado do Cabo Canaveral, na Florida, acoplado a um foguetão Falcon 9.
Após uma viagem de 30 dias o satélite estabilizará e deverá percorrer uma trajetória de Lissajous de grande amplitude (cerca de 1 milhão de quilómetros) em torno do ponto de Lagrange L2 do sistema Sol-Terra.[carece de fontes?]
Durante a missão, que deve durar no mínimo 5 anos, Euclid vai observar cerca de 15 000 graus quadrados do céu, ou seja cerca de um terço da abóbada celeste em direção oposta à da Via Láctea. Estes dados serão complementados por observações 10 vezes mais profundas feitas em dois campos situados na proximidade dos polos elípticos, cobrindo cada um uma área de cerca de 20 graus quadrados. Estes campos serão observados regularmente durante toda a duração da missão, servindo para calibração e controle da estabilidade dos desempenhos do telescópio e dos instrumentos, mas também como dados científicos para a observação das galáxias e dos quasares mais distantes do universo.[carece de fontes?]
De modo a obter o redshift fotométrico de cada galáxia com precisão suficiente, os dados do telescópio Euclid serão complementados por dados fotométricos em 4 filtros na banda do visível. Estes dados serão obtidos por meio de telescópios terrestres operando em ambos os hemisférios, de modo a cobrir a totalidade dos 15 000 graus quadrados da missão. No total, cada galáxia observada por Euclid terá informação fotométrica em pelo menos 7 filtros diferentes, cobrindo toda a faixa de comprimentos de onda de 460-2000 nm. O Euclid vai observar cerca de 10 mil milhões de objetos, dos quais mil milhões terão a sua deformação gravitacional medida com uma precisão 50 vezes maior do que é possível obter atualmente com telescópios terrestres. Está previsto ainda que Euclid determine com grande precisão os desvios espectrais (redshift) de 50 milhões destes objetos.
A exploração científica deste enorme volume de dados está confiada a um consórcio europeu que reúne mais de 1 000 pessoas que trabalham em cerca de 100 instituições de investigação em 13 países da Europa (Alemanha, Áustria, Dinamarca, Espanha, Finlândia, França, Itália, Noruega, Países-Baixos, Portugal Roménia, Reino Unido e Suíça), assim como alguns laboratórios americanos. O Euclid Consortium (em inglês) encarrega-se da construção dos dois instrumentos, do desenvolvimento e da implementação da cadeia de processamento e análise dos dados e da sua interpretação científica. Os centros de investigação do Consórcio são apoiados pelas agências espaciais nacionais, que têm a responsabilidade programática de cada contribuição nacional, e pelas estruturas nacionais de investigação (agências de investigação, observatórios, universidades). A contribuição financeira do Consórcio representa 30% do custo total da missão, complementando a contribuição da ESA.[carece de fontes?]
O enorme volume, diversidade (solo e espaço, visível e infravermelho, morfometria, fotometria e espectroscopia) e os altos níveis de precisão requeridos, o processamento e a análise dos dados da missão Euclid exigem um cuidado e um esforço consideráveis que são basilares para o seu sucesso. A ESA, as agências nacionais e o Consórcio Euclid investem muito na instalação de grupos altamente especializados de investigadores e engenheiros para atividades de algoritmia, desenvolvimento, testes e validação de software para processamento de dados e em infraestruturas de computação, arquivo e distribuição dos dados. No total, 7 grandes centros de dados científicos estão estabelecidos entre os vários países membros do consórcio, que processarão mais de 10 Petabytes de imagens brutas num período de 10 anos, de forma a que em 2028 possa ser posta à disposição da comunidade científica uma base de dados pública.[carece de fontes?]
Com a sua ampla cobertura do céu e os seus catálogos de milhares de milhões de estrelas e galáxias, o valor científico dos dados da missão vai muito além da cosmologia. Esta base de dados fornecerá à comunidade astronómica mundial durante décadas um reservatório de objetos astronómicos e de novos alvos para os telescópios JWST, E-ELT, TMT, ALMA, SKA ou LSST.[carece de fontes?]